# RMS Oceanic (1899)
RMS Oceanic byla loď vybudovaná pro společnost White Star Line. Na svoji první plavbu se vydal v roce 1899 a do roku 1901 byl největší loď na světě. Po vypuknutí první světové války roku 1914 sloužil od 8. srpna v Royal Navy jako ozbrojený křižník.
25. srpna 1914 opustil upravený HMS Oceanic Southampton, aby střežil vody mezi severním Skotskem a Faerskými ostrovy a 8. 9. 1914 ztroskotal, když najel u Shetland na mělčinu.

## Počátky
Kýl byl položen v lednu 1897. Loď byla vybudována pod dohledem svého tvůrce, Thomase Ismaye, lodního konstruktéra a vlastníka Oceanic Steam Navigation Company (White Star Line).
Loď dostala jméno po společnosti a stala se její vlajkovou lodí. Byla navržena hlavně pro rychlost a říkalo se, že překonala 30 uzlů.

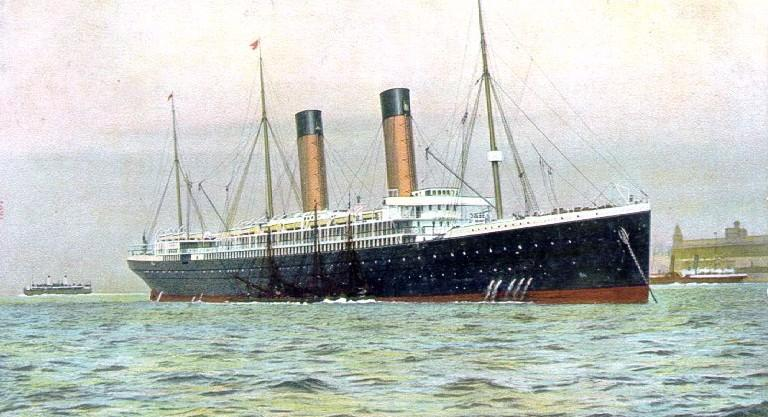
Barevný obrázek Oceaniku

RMS Oceanic se proslavil jako „Královna oceánu“, stál milion liber šterlinků, jeho vybavení vyžadovalo 1 500 dělníků pro dokončení a spuštěn byl 14. 1. 1899 před 1 000 pozvanými hosty. Jeho můstek byl navržen tak, aby z něho byl dobrý výhled na vodu a byl použit i u dalších 4 velkých lodí White Star Line: Cedric, Celtic, Baltic a Adriatic. Vybudován byl v loděnicích Harland & Wolff v Belfastu, tradičních loděnicích White Star Line. Byla to největší loď na světě, první, která překonala délku (nikoli tonáž) parníku Great Eastern. Překonal ho Celtic v roce 1901.
S pohodlnou rychlostí 19 uzlů byla loď schopna obeplout Zemi bez tankování. Byl navržen na přepravu 2 000 pasažérů s 349 členy posádky.

## Osudy
V roce 1901 kolidoval v husté mlze s lodí Waterford Steamship Company SS Kincora, kterou potopil.
V roce 1905 proběhla (poprvé u White Star Line) na Oceaniku vzpoura, která měla za následek uvěznění 35 topičů, kteří se přeli s důstojníky kvůli svým pracovním podmínkám.
V roce 1912 byl Oceanic jednou z lodí, která hledala pasažéry potopeného Titaniku.

## 1. světová válka
Krátce po vypuknutí v roce 1914 se dostal Oceanic na seznam lodí, které jsou schopné sloužit u Královského námořnictva (Royal Navy). „Největší parník své doby“ sloužil pod námořnictvem od 8. 8. 1914 jako pomocný křižník.
25. 8. 1914 Oceanic opustil Southampton a vydal se na hlídku. Měl zastavit lodě (podle úsudku kapitána), prohledávat je a hledat každou spojitost s Němci. Pro tyto účely na něm pluli královští námořníci a jejich velitel, kapitán Henry Smith, který zde sloužil 2 roky.
Oceanic mířil do Scapa Flow, hlavnímu britskému kotvišti se snadným přístupem do Severního moře a Atlantiku. Odtud pokračoval na sever k Shetlandám klikatým kurzem, aby nebyli zaměřeni ponorkami. Toto obtížné manévrování vyžadovalo přesnou navigaci, obzvlášť u velkých lodí. Spíše nepřesná navigace než nepřátelé byla osudem Oceaniku.

## Ztroskotání
Navigátor David Blair (který byl na poslední chvíli vyřazen z posádky Titaniku a vzal s sebou i své tak důležité dalekohledy) určil přesnou pozici v noci 7. září. Zatímco všichni na můstku věřili, že jsou jihozápadně od ostrova Foula, byli odhadem 13–14 mil mimo kurs a na špatné straně ostrova. Kurs je navedl přímo na nechvalně známý útes Shaalds of Foula, který představuje největší nebezpečí lodí – plutí blízko pevniny, který na sebe v klidném bezvětrném počasí nedával vůbec žádný varovný signál.
Kapitán Slayter skončil po své noční hlídce, neseznámen se situací, s rozkazem plout k ostrovu Foula. Kapitán Smith převzal ranní hlídku a se svou znalostí lodě byl jen šťastný, že byla loď na otevřeném moři. I když mu neodsouhlasili jeho taktiku vyhnout se ostrovům, nařídil navigátorovi, aby plul po otevřeném moři. Slayter vycítil změnu kurzu a šel na můstek a zrušil Smithův rozkaz, což se ukázalo jako ukvapené rozhodnutí při jeho nízké informovanosti. Bylo ráno 8. září a loď teď směřovala přímo na Shaalds of Foula. Ztroskotala v klidném bezvětrném počasí. Byla to první spojenecká civilní loď ztracená ve válce.